# Georges Lagouge
Georges Lagouge (Neuf-Mesnil, Nord, 1893. november 5. – Vieux-Mesnil, Nord, 1970. szeptember 8.) olimpiai bronzérmes francia tornász.
Ez első világháború után az 1920. évi nyári olimpiai játékokon indult, és mint tornász versenyzett. Csapat összetettben bronzérmes lett.